# Olympische Sommerspiele 1968/Teilnehmer (Taiwan)
| Gelbes Symbol für Goldmedaillen mit stilisierten Olympischen Ringen | Graues Symbol für Silbermedaillen mit stilisierten Olympischen Ringen | Braundes Symbol für Bronzemedaillen mit stilisierten Olympischen Ringen |
| ------------------------------------------------------------------- | --------------------------------------------------------------------- | ----------------------------------------------------------------------- |
| —                                                                   | —                                                                     | 1                                                                       |

Taiwan nahm an den Olympischen Sommerspielen 1968 in Mexiko-Stadt mit einer Delegation von 43 Athleten (35 Männer und 8 Frauen) an 57 Wettkämpfen in acht Sportarten teil.
Der einzige Medaillengewinn gelang der Leichtathletin Chi Cheng, die über 80 Meter Hürden Bronze gewann.

## Teilnehmer nach Sportarten

### Boxen
- Chan Wa-yen
Fliegengewicht: in der 1. Runde ausgeschieden

- Wang Chee-yen
Bantamgewicht: in der 1. Runde ausgeschieden

- Ho Su-lung
Leichtgewicht: in der 1. Runde ausgeschieden

### Gewichtheben
- Chen Kue-sen
Bantamgewicht: Wettkampf nicht beendet

- Chung Nan-fei
Federgewicht: Wettkampf nicht beendet

- Chang Ming-chung
Federgewicht: Wettkampf nicht beendet

- Chen Chia-nan
Leichtgewicht: 17. Platz

- Cheng Sheng-teh
Mittelschwergewicht: 18. Platz

### Leichtathletik
Männer
- Chen Chuan-show
100 m: im Vorlauf ausgeschieden
Zehnkampf: Wettkampf nicht beendet

- Su Wen-ho
100 m: im Vorlauf ausgeschieden
Weitsprung: 28. Platz

- Kun Min-mu
200 m: im Vorlauf ausgeschieden
400 m: im Vorlauf ausgeschieden

- Su Po-tai
110 m Hürden: im Vorlauf ausgeschieden

- Hong son-long
Hochsprung: 37. Platz

- Wu Ah-min
Stabhochsprung: 21. Platz
Zehnkampf: 15. Platz

- Chen Ming-chi
Weitsprung: 31. Platz
Dreisprung: 31. Platz

Frauen
- Chi Cheng
100 m: 7. Platz
80 m Hürden: Bronze 
4-mal-100-Meter-Staffel: im Vorlauf ausgeschieden

- Tien Ah-mei
200 m: im Vorlauf ausgeschieden
4-mal-100-Meter-Staffel: im Vorlauf ausgeschieden
Fünfkampf: 27. Platz

- Yeh Chu-mei
200 m: im Vorlauf ausgeschieden
80 m Hürden: im Vorlauf ausgeschieden
4-mal-100-Meter-Staffel: im Vorlauf ausgeschieden

- Lin Chun-yu
4-mal-100-Meter-Staffel: im Vorlauf ausgeschieden
Weitsprung: 23. Platz
Fünfkampf: 26. Platz

### Radsport
- Deng Chueng-hwai
Straßenrennen: Rennen nicht beendet
Mannschaftszeitfahren: 29. Platz

- Liu Cheng-tao
Straßenrennen: Rennen nicht beendet
Mannschaftszeitfahren: 29. Platz

- Shue Ming-shu
Straßenrennen: Rennen nicht beendet
Mannschaftszeitfahren: 29. Platz

- Jiang Guang-nan
Mannschaftszeitfahren: 29. Platz

- Fan Yue-Tao
Bahn Sprint: in der 2. Runde ausgeschieden
Bahn 1000 m Zeitfahren: 30. Platz

### Schießen
- Chou Yen-sheng
Schnellfeuerpistole 25 m: 52. Platz

- Chen Jeng-gang
Freie Pistole 50 m: 53. Platz

- Cheng Chi-sen
Freie Pistole 50 m: 56. Platz

- Wu Tao-yan
Freies Gewehr Dreistellungskampf 300 m: 26. Platz
Kleinkalibergewehr Dreistellungskampf 50 m: 44. Platz
Kleinkalibergewehr liegend 50 m: 59. Platz

- Pan Kou-ang
Kleinkalibergewehr Dreistellungskampf 50 m: 61. Platz

- Tai Chao-chih
Kleinkalibergewehr liegend 50 m: 80. Platz

- Lin Ho-ming
Trap: 43. Platz

- Cheng Sung-gun
Trap: 46. Platz

### Schwimmen
Männer
- Lee Tong-shing
100 m Freistil: im Vorlauf ausgeschieden
100 m Schmetterling: im Vorlauf ausgeschieden
200 m Lagen: im Vorlauf ausgeschieden
400 m Lagen: im Vorlauf ausgeschieden

- Chan King-ming
200 m Rücken: im Vorlauf ausgeschieden
200 m Lagen: im Vorlauf ausgeschieden

Frauen
- Oei Liana
100 m Freistil: im Halbfinale ausgeschieden
200 m Freistil: im Vorlauf ausgeschieden
100 m Schmetterling: im Vorlauf ausgeschieden

- Shen Bao-ni
100 m Freistil: im Vorlauf ausgeschieden
200 m Freistil: im Vorlauf ausgeschieden
400 m Freistil: im Vorlauf ausgeschieden
100 m Rücken: im Vorlauf ausgeschieden
200 m Lagen: im Vorlauf ausgeschieden
400 m Lagen: im Vorlauf ausgeschieden

### Segeln
- Chen Hsiu-hsiung
Drachen: 23. Platz

- Chen Chih-fu
Drachen: 23. Platz

- Chang Jen-chih
Drachen: 23. Platz

### Turnen
Männer
- Lai Chu-long
Einzelmehrkampf: 109. Platz
Boden: 102. Platz
Pferdsprung: 108. Platz
Barren: 109. Platz
Reck: 98. Platz
Ringe: 108. Platz
Seitpferd: 110. Platz

- Cheng Fu
Einzelmehrkampf: 112. Platz
Boden: 108. Platz
Pferdsprung: 110. Platz
Barren: 106. Platz
Reck: 113. Platz
Ringe: 112. Platz
Seitpferd: 112. Platz

Frauen
- Yu Mai-lee
Einzelmehrkampf: 100. Platz
Boden: 100. Platz
Pferdsprung: 98. Platz
Stufenbarren: 101. Platz
Schwebebalken: 98. Platz

- Hong Tai-kwai
Einzelmehrkampf: 101. Platz
Boden: 101. Platz
Pferdsprung: 101. Platz
Stufenbarren: 99. Platz
Schwebebalken: 100. Platz